# Lemington (Vermont)
Lemington es un pueblo ubicado en el condado de Essex en el estado estadounidense de Vermont. En el año 2010 tenía una población de 104 habitantes y una densidad poblacional de 1,14 personas por km².

## Geografía
Lemington se encuentra ubicado en las coordenadas 44°55′26″N 71°33′25″O / 44.92389, -71.55694.

## Demografía
Según la Oficina del Censo en 2000 los ingresos medios por hogar en la localidad eran de $35,417 y los ingresos medios por familia eran $47,500. Los hombres tenían unos ingresos medios de $28,750 frente a los $24,063 para las mujeres. La renta per cápita para la localidad era de $17,146. Alrededor del 1.3% de la población estaba por debajo del umbral de pobreza.